# Funtores adjuntos
En matemáticas, específicamente en teoría de categorías, la adjunción es una relación entre dos funtores que aparece frecuentemente a través de las distintas ramas de las matemáticas y que captura una noción intuitiva de solución a un problema de optimización. Dos funtores {\displaystyle F\colon {\cal {D}}\to {\cal {C}}} y {\displaystyle G\colon {\cal {C}}\to {\cal {D}}} se dicen adjuntos entre sí, si existe una familia de biyecciones
{\displaystyle \mathrm {hom} _{\mathcal {C}}(FY,X)\cong \mathrm {hom} _{\mathcal {D}}(Y,GX)}
que es natural para cualesquiera {\displaystyle X} e {\displaystyle Y}. La relación de que {\displaystyle F} sea adjunto a izquierda de {\displaystyle G}, o, equivalentemente, que {\displaystyle G} sea adjunto a derecha de {\displaystyle F}, se nota como {\displaystyle F\dashv G}.

## Motivación

### La ubicuidad de los funtores adjuntos
La idea de funtor adjunto fue formulada por Daniel Kan en 1958. Como ocurre con muchos de los conceptos en teoría de categorías, fue sugerida por las necesidades del álgebra homológica. Aquellos matemáticos preocupados por dar presentaciones ordenadas o sistemáticas del tema, observaron relaciones tales como
Hom (FB, C) = Hom (B, GC)
en la categoría de los grupos abelianos, donde el funtor F era 'toma el producto tensorial con A', y G era el funtor Hom(A,.). Aquí
Hom (X, Y)
significa 'todos los homomorfismos de grupos abelianos'. El uso del signo igual es un abuso de notación; los dos grupos no son realmente idénticos pero hay una manera de identificarlos que es natural. Puede ser visto como natural sobre la base, en primer lugar, de que éstas son dos descripciones alternativas de las funciones bilineales de BxA a C. Esto, no obstante, es algo peculiar del producto tensorial. Lo que la teoría de categorías enseña es que 'natural' es un término técnico bien definido en matemática: equivalencia natural.
La terminología viene del espacio de Hilbert y la idea del operador adjunto de T, U con <Tx, y > = <x, Uy>, que es formalmente similar a la anterior relación Hom. Decimos que F es adjunto izquierdo de G, y G es adjunto derecho de F. Puesto que G puede ser por sí mismo, un adjunto derecho, absolutamente diferente de F (véase abajo para un ejemplo), la analogía colapsa en ese punto. Si uno comienza a buscar estos pares de adjuntos de funtores, resultan ser muy comunes en el álgebra abstracta y también en otras partes. La sección de ejemplos más abajo proporciona las evidencias; además, las construcciones universales, que pueden ser más familiares, dan lugar a numerosos pares de funtores adjuntos.
De acuerdo con el pensamiento de Saunders MacLane, cualquier idea, tal como funtores adjuntos, que ocurra con suficiente extensión en matemática debe ser estudiada por sí misma.

### Problemas profundos formulados con funtores adjuntos
Alexander Grothendieck utilizó la teoría de categorías para orientarse en ciertos trabajos fundacionales, axiomáticos del análisis funcional, el álgebra homológica y finalmente en geometría algebraica.
El reconocimiento del papel de la adjunción era inherente al enfoque de Grothendieck. Por ejemplo, uno de sus logros importantes fue la formulación de la dualidad de Serre en forma relativa - se puede decir: en una familia continua de variedades algebraicas. Toda la demostración giraba en torno a la existencia de un adjunto derecho para cierto funtor.

### Los funtores adjuntos como solución a problemas de optimización
Una buena manera de motivar funtores adjuntos es explicar qué problema solucionan, y cómo lo solucionan. Eso solo puede hacerse, en cierto sentido, gesticulando. Si puede ser dicho, sin embargo, que con los funtores adjuntos se crea el concepto de la mejor estructura, una del tipo que se esté interesado en construir. Por ejemplo, una pregunta elemental en teoría de anillos es cómo agregar una identidad multiplicativa a un anillo que no tenga tal cosa (la definición de Wikipedia asume realmente uno: vea anillo (matemática) y glosario de la teoría de anillos). La mejor manera es agregar un elemento 1 al anillo, y no agregar nada suplementario que no se necesite (se necesitará tener r+1 para cada r en el anillo, por supuesto), y que no agregue ninguna relación en el nuevo anillo que no venga forzada por los axiomas. Esto es algo vago, aunque sugestivo.
Hay varias maneras de hacer exacto este concepto de la mejor estructura. Los funtores adjuntos son un método; la noción de propiedades universales proporciona otros, esencialmente equivalente pero probablemente con un enfoque más concreto.
Las propiedades universales también se basan en la teoría de categorías. La idea es presentar el problema en términos de una cierta categoría auxiliar C; y entonces identificar lo que deseamos hacer como demostrar que C tiene objeto inicial. Esto tiene una ventaja que la optimización - la sensación que estamos encontrando la mejor solución - es seleccionado y reconocible como el logro de un supremo. Hacerlo es cuestión de destreza: por ejemplo, tome un anillo dado R, y haga una categoría C cuyos objetos sean homomorfismos de anillo R → S, con S un anillo que tiene una identidad multiplicativa. Los morfismos en C debe completar los triángulos que son diagramas conmutativos, y preservar identidad multiplicativa. La aserción es que C tiene un objeto inicial R → R*, y R* es entonces el anillo buscado.
El método del funtor adjunto para definir una identidad multiplicativa para los anillos es mirar dos categorías, C0 y C1, de anillos, respectivamente sin y con la asunción de la identidad multiplicativa. Hay un funtor de C1 a C0 que se olvida del 1. Estamos buscando un adjunto izquierdo para él. Esto es una clara, aunque seca, formulación.
Una forma para ver lo que es alcanzado usando cualquier formulación es intentar un método directo. (Algunos son más amigos de estos métodos, por ejemplo John Conway.) Se agrega al R simplemente un nuevo elemento, 1, y se calcula sobre la base de que cualquier ecuación resultante es válida si y solamente si vale para todos los anillos que podamos crear de R y 1. Éste es el método impredicativo: que significa que el anillo que estamos intentando construir es uno de los anillos cuantificados en todos los anillos. Este uso abierto de la impredicatividad es honesto, de forma distinta a como ocurre en teoría de categorías.
La respuesta con respecto a la manera de conseguir el anillo (unital) a partir de uno que no es unital es bastante simple (véase los ejemplos abajo); esta sección ha sido una discusión de cómo formular la pregunta.
El argumento principal en favor de los funtores adjuntos es probablemente este: si uno avanza con propiedades universales o razonamientos impredicativos, bastante a menudo, parecen como una repetición de los mismos pasos.

### El caso del orden parcial
Cada conjunto parcialmente ordenado se puede ver como una categoría (con un solo morfismo entre x e y si y solamente si x ≤ y). Un par de funtores adjuntos entre dos conjuntos parcialmente ordenados se llama una conexión de Galois (o, si es contravariante, una conexión de Galois antítona). Vea el artículo para un número de ejemplos: el caso de la teoría de Galois es por supuesto primordial. Cualquier conexión de Galois da lugar a operadores de clausura y a biyecciones inversas que preservan el orden entre los elementos cerrados correspondientes.
Al igual que el caso para los grupos de Galois, a menudo el verdadero interés reside en refinar una correspondencia a una dualidad (es decir isomorfismo de orden antítono). Un tratamiento de la teoría de Galois siguiendo estas líneas por Kaplansky fue influyente en el reconocimiento de la estructura general.
El orden parcial reduce las definiciones de la adjunción en forma absolutamente perceptible, pero puede proporcionar varios temas:
- las adjunciones pueden no ser dualidades o isomorfismos, pero son candidatos a alcanzar ese estadio
- los operadores de clausura pueden indicar la presencia de adjunciones, como correspondientes mónadas (cf. axiomas de clausura de Kuratowski)
- un comentario muy general de Martin Hyland es que la sintaxis y la semántica son adjuntas: tome C como el conjunto de todas las teorías lógicas (axiomatizaciones), y D el conjunto de partes del conjunto de todas las estructuras matemáticas. Para una teoría T en C, sea F(T) el conjunto de todas las estructuras que satisfagan los axiomas T; para un conjunto de estructuras matemáticas S, sea G(S) la axiomatización mínima de S. Podemos entonces decir que F(T) es un subconjunto de S si y solamente si T implica lógicamente G(S): el "funtor semántico" F es adjunto izquierdo al "funtor de sintaxis" G.
- La división es (en general) la tentativa de invertir la multiplicación, pero muchos ejemplos, tales como la introducción de la implicación en lógica proposicional, o división por ideales del anillo, se pueden reconocer como una tentativa de proporcionar un adjunto.

Estas observaciones en su conjunto proporcionan valor explicativo acerca del conjunto de todas las matemáticas.

## Definiciones formales
Un par de funtores adjuntos entre dos categorías C y D consiste en dos funtores F: C → D y G: D → C y un isomorfismo natural que consiste en funciones biyectivas
φX, Y: MorD(F(X), Y) → MorC(X, G(Y)) para todos los objetos X en C y Y en D. Entonces decimos que F es adjunto izquierdo de G y que G es adjunto derecho de F.
Cada par de funtores adjuntos define una unidad η, una transformación natural del funtor IdC a GF que consisten en morfismos
ηX: X -> GF(X) para cada X en C. ηX se define como φX, F(X) (idF(X)). Análogamente, se puede definir una co-unidad ε, una transformación natural que consiste en morfismos
εY: FG(Y) → Y. para cada Y en D.

## Ejemplos
Objetos libres. Si F: Set → Grp es el funtor que asigna a cada conjunto X el grupo libre sobre X, y si G: Grp → Set es el funtor de olvido que asigna a cada grupo su conjunto subyacente, entonces la propiedad universal del grupo libre demuestra que F es el adjunto izquierdo de G. La unidad de este par adjunto es la inclusión de un conjunto X en el grupo libre sobre X.
anillos libres, grupos abelianos libres, y los módulos libres siguen el mismo patrón.
Productos. Sea F: Grp → Grp² sea el funtor que asigna a cada grupo X el par (X, X) en la categoría producto Group2, y G: Group² → Grp el funtor que asigna a cada par (Y1, Y2) el grupo producto Y1xY2. La propiedad universal del grupo producto demuestra que G es adjunto derecho de F. La co-unidad da las proyecciones naturales del producto a los factores.
El producto cartesiano de conjuntos, el producto de anillos, el producto de espacios topológicos etc. sigue el mismo patrón; puede también ser ampliado de una manera directa a más que solamente dos factores.
Coproductos. Si F: Ab² → Ab asigna a cada par (X1, X2) de grupos abelianos su suma directa y si G: Ab → Ab² es el funtor que asigna a cada grupo abeliano Y el par (Y, Y), entonces F es el adjunto izquirdo de G, otra vez consecuencia de la propiedad universal de las sumas directas. La unidad del par adjunto proporciona las inmersiones naturales de los factores en la suma directa. Los ejemplos análogos son dados por suma directa de espacios vectoriales y módulos, por producto libre de grupos y por la unión disjunta de conjuntos.
Núcleos. Considere la categoría D de homomorfismos de grupos abelianos. Si f1: A1 → B1 y f2: A2 → B2 son dos objetos de D, entonces un morfismo de f1 a f2 es un par (gA, gB) de morfismos tales que gBf1 = f2gA. Sea G: D → Ab el funtor que asigna a cada homomorfismo su núcleo y sea F: Ab → D el morfismo que mapea al grupo A al homomorfismo A → 0. Entonces G es el adjunto derecho de F, lo que expresa la propiedad universal de los núcleos, y la co-unidad de esta adjunción da el encaje natural del núcleo de un homomorfismo en el dominio del homomorfismo.
Una variación conveniente de este ejemplo también demuestra que los funtores de núcleo para los espacios vectoriales y para los módulos son adjuntos derechos. Análogamente, uno puede demostrar que los funtores de cokernel para los grupos abelianos, los espacios vectoriales y los módulos son adjuntos izquierdos.
Haciendo un anillo unital. Este ejemplo fue discutido en la sección 1.3 arriba. Dado un anillo no unitario R, un elemento multiplicativo identidad puede ser agregado tomando RxZ y definiendo un producto Z-bilineal por (r, 0)(0, 1) = (0,1)(r,0) = (r,0), (r, 0)(s, 0) = (rs, 0), (0,1)(0,1) = (0, 1). Esto construye un adjunto izquierdo al funtor que lleva un anillo al anillo no unital subyacente.
Extensiones de anillo. Suponga que R y S son anillos, y ρ : R → S es un homomorfismo de anillo. Entonces S se puede considerar como un R-módulo (izquierdo), y el producto tensorial con S da un funtor F: R-Mod → S-Mod. Entonces F es adjunto izquierdo del funtor de olvido G: S-Mod → R-Mod.
Productos tensoriales. Si R es un anillo y M es un R módulo derecho, entonces el producto tensorial con M da un funtor F: R-Mod → Ab. el funtor G: Ab → R-Mod, definido por G(A) = HomZ(A, M) para cada grupo abeliano A, es un adjunto derecho de F.
De monoides y grupos a anillos. La construcción del anillo monoideda un funtor de los monoides a los anillos. Este funtor es el adjunto izquierdo al funtor que asocia a un anillo dado su monoide multiplicativo subyacente. Semejantemente, la construcción del anillo grupo da un funtor de los grupos a los anillos, adjunto izquierdo al funtor que asigna a un anillo dado su grupo de unidades. Uno puede también comenzar con un cuerpo K y considerar la categoría de las K-álgebras en vez de la categoría de anillos, y conseguir monoides y anillos grupo sobre K.
Imágenes directas e inversas de haces. Cada función continua f: X → Y entre espacios topológicos induce un funtor f* de la categoría de haces (de conjuntos, o de grupos abelianos, o de anillos...) en X a la categoría correspondiente de haces en Y, el funtor imagen directa. También induce un funtor f* de la categoría de haces en Y a la categoría de haces en X, el funtor imagen inversa. f* es el adjunto izquierdo a f*.
La construcción de Grothendieck. En K-teoría, el punto de partida es observar que la categoría de los fibrados vectoriales en un espacio topológico tiene una estructura conmutativa de monoide usando la suma directa. Para hacer de este monoide un grupo abeliano, uno puede seguir el método de extender a un grupo, agregando formalmente el inverso del añadido para cada fibrado (o la clase de equivalencia). Alternativamente uno puede observar que el funtor que para cada grupo toma el monoide subyacente (que ignora el inverso) tiene un adjunto izquierdo. Esto es una construcción de una vez para siempre, en línea con el tercer argumento de la sección anterior. Es decir, uno puede imitar la construcción de los números negativos; pero está la otra opción de un teorema de existencia. Para el caso de estructuras algebraicas finitas, la existencia por sí misma se puede referir a un álgebra universal, o a la teoría de modelos; naturalmente hay también una prueba adaptada a la teoría de categorías.
Reciprocidad de Frobenius en la teoría de representación de grupos: vea representación inducida. Este ejemplo adelantó la teoría general por alrededor de medio siglo.
compactificación de Stone-Čech. Sea D la categoría de los compactos de Hausdorff y G: D → Top sea el funtor de olvido que trata cada espacio compacto de Hausdorff como un espacio topológico. Entonces G tiene un adjunto izquierdo F: Top → D, la compactación de Stone-Čech. La unidad de este par adjunto da la función continua de cada espacio topológico X en su compactación de Stone-Čech. Esta función es una inmersión (es decir inyectiva, continua y abierta) si y solamente si X es un espacio de Tychonoff.
Soberification. El artículo sobre la dualidad de Stone describe una adjunción entre la categoría de espacios topológicos y la categoría de los espacios sobrios que se conoce como soberification. Notablemente, el artículo también contiene una descripción detallada de otra adjunción que prepara el camino para la famosa dualidad de espacios sobrios y de locales espaciales, explotada en topología sin puntos.
un funtor con un adjunto izquierdo y uno derecho. Sea G el funtor de los espacios topológicos a los conjuntos que asocia a cada espacio topológico su conjunto subyacente (esto es, que se olvida de la topología). el G tiene un adjunto izquierdo F, creando el espacio discreto en un conjunto Y, y un adjunto derecho H creando la topología trivial en Y (cf. estructura trivial).

## Propiedades

### Relación con las construcciones universales
Todos los pares de funtores adjuntos surgen de construcciones universales. Las construcciones de los ejemplos anteriores se pueden todos explicar con una propiedad universal, y de hecho algunos de los artículos relevantes así lo hacen. Las construcciones universales son más generales que pares de funtores adjuntos: según lo mencionado anteriormente, una construcción universal es como un problema de optimización; da lugar a un par adjunto si y solamente si este problema tiene una solución para cada objeto de D.

### Unicidad de los adjuntos
Si el funtor F: C → D tenía dos adjuntos derechos G1 y G2, entonces G1 y G2 son naturalmente isomorfos. Lo mismo es verdad para adjuntos izquierdos.

### Los adjuntos preservan ciertos límites
La propiedad más importante de los adjuntos es su continuidad: cada funtor que tiene un adjunto izquierdo (y por lo tanto es un adjunto derecho) es continuo (es decir conmuta con límites en el sentido teórico de la categoría); cada funtor que tiene un adjunto derecho (y por lo tanto es un adjunto izquierdo) es cocontinuo (es decir conmuta con colímites).
Puesto que muchas construcciones comunes en matemática son límites o colímites, esto proporciona abundante información. Por ejemplo:
- la aplicación de un funtor adjunto derecho a un producto de objetos da el producto de las imágenes;
- la aplicación de un funtor adjunto izquierdo a un coproducto de objetos dae el coproducto de las imágenes;
- cada funtor adjunto derecho es izquierdo exacto; * cada funtor adjunto izquierdo es derecho exacto.

### Aditividad
Si el funtor F: C → D es el adjunto izquierdo de G: D → C y C y D son categorías aditivas, entonces F y G son funtores aditivos.

### Composición
Si el funtor F1: C → D tiene G1: D → C como adjunto derecho y el funtor F2: D → E tiene a G2: E → D como adjunto derecho, entonces la composición F2oF1: C → E tiene G1oG2: E → C como adjunto derecho.

### Caracterizaciónvíala unidad y la co-unidad
La unidad η : 1C → GF y la co-unidad ε: FG → 1D tienen las propiedades siguientes: la composición (εF)o(Fη), una transformación natural F→FGF→F, es igual a 1F, y la composición (Gε)o(ηG): G→GFG→G es igual a 1G. Inversamente, dadas dos transformaciones naturales η 1C → GF y ε: FG → 1D con estas propiedades, entonces los funtores F y G forman un par adjunto.

### Los pares de adjuntos extienden las equivalencias
Cada par adjunto amplía la equivalencia de ciertas subcategorías. Específicamente, si F: C → D es el adjunto izquierdo de G: D → C con la unidad η y la co-unidad ε, defina C1 como subcategoría completa de C consistente de esos objetos X de C para los cuales ηX es un isomorfismo, y defina D1 como la subcategoría completa de D que consiste en esos objetos Y de D para el cual εY es un isomorfismo. Entonces F y G se pueden restringir a C1 y D1 y dan equivalencias inversas de estas subcategorías. En un sentido, entonces, los adjuntos son inversos "generalizados". Observe sin embargo que el inverso derecho de F (es decir un funtor G tales que el FG es naturalmente isomorfo a 1D) no necesita ser un adjunto derecho (o izquierdo) de F.
Adjuntos generaliza inversos biláteros.

### Teorema general de existencia
No todo funtor G: D → C admite un adjunto izquierdo. Si D es completo, entonces los funtores con adjuntos izquierdos se pueden caracterizar por el teorema de Freyd del Functor Adjunto: G tiene un adjunto izquierdo si y solamente si es continuo y cierta condición de pequeñez es satisfecha: para cada objeto X de C existe una familia de morfismos fi: X → G(Yi) (donde los índices i vienen de un conjunto I, no una clase propia -- éste es todo el punto), tales que cada morfismo h: X → G(Y) se puede escribir como h = G(t) o fi para algún i en I y algún morfismo t: Yi → Y en D.
Una proposición análoga caracteriza los funtores con un adjunto derecho.
- Datos: Q357858